# Jüdischer Friedhof (Perleberg)

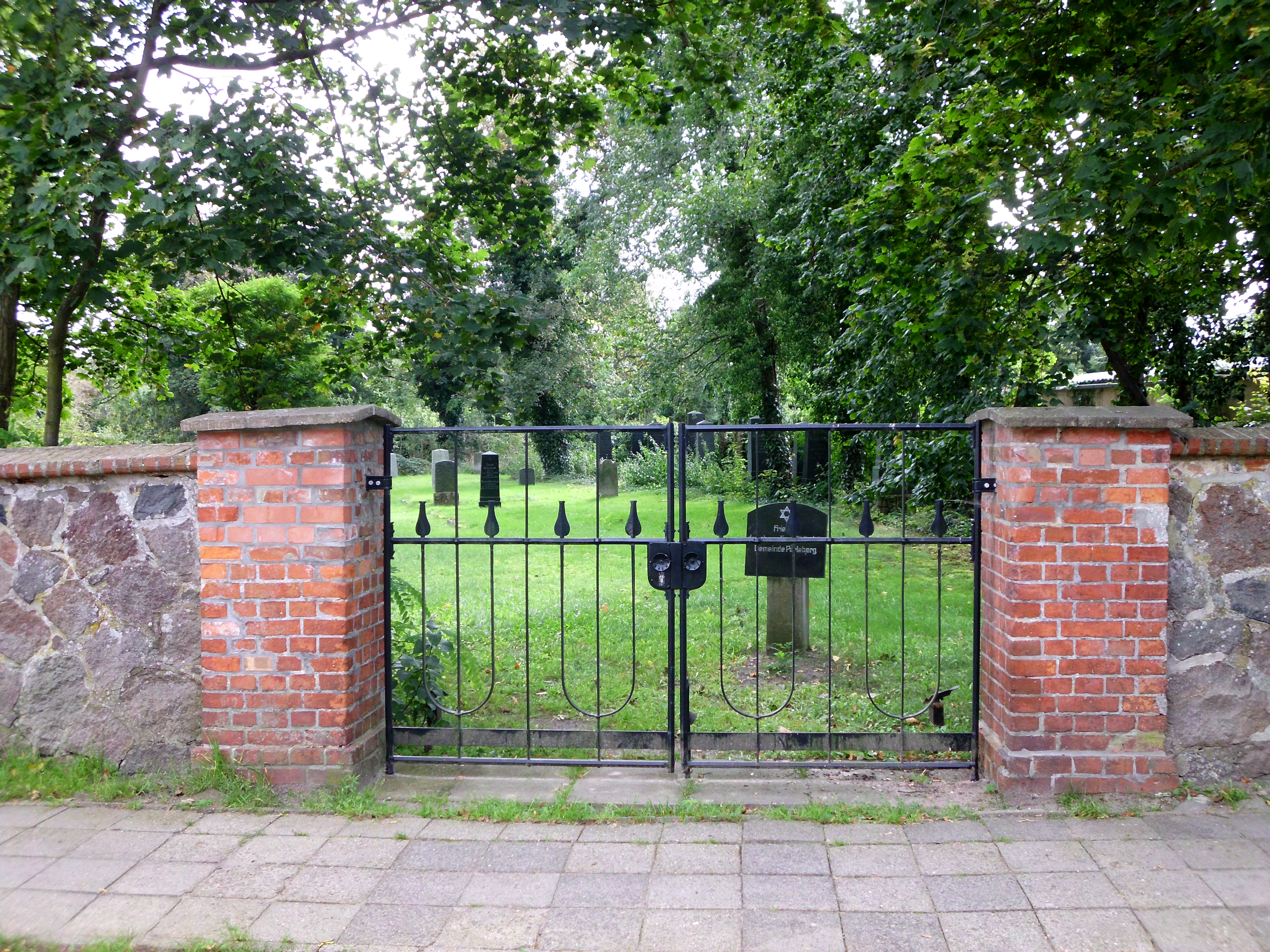
Eingang zum jüdischen Friedhof in Perleberg

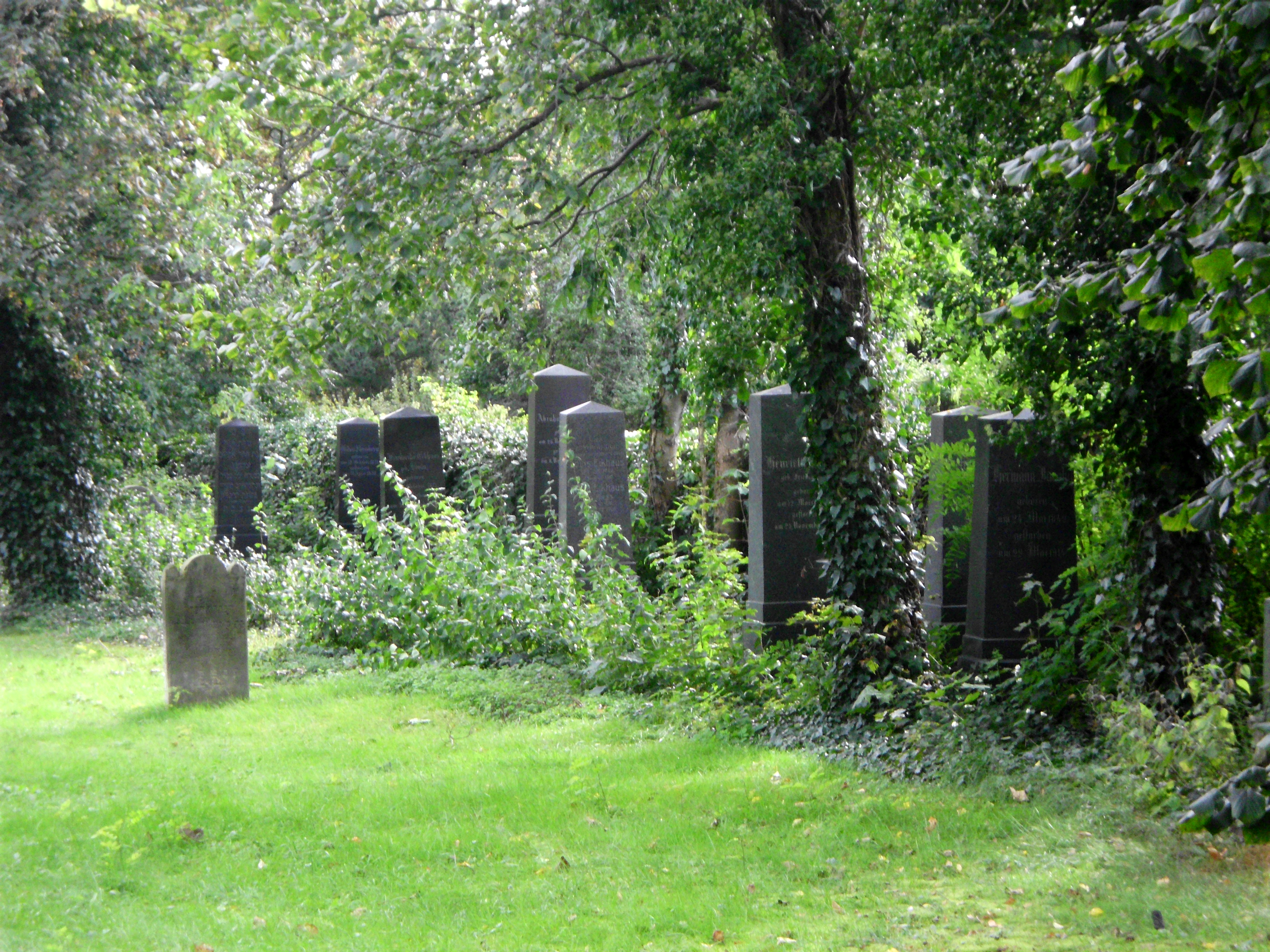
Grabsteine

Der Jüdische Friedhof in Perleberg, der Kreisstadt des Landkreises Prignitz im Land Brandenburg (Deutschland), wurde im 19. Jahrhundert angelegt. Der jüdische Friedhof, nördlich der Altstadt in der Sophienstraße, ist ein geschütztes Baudenkmal.

## Geschichte
Über die Geschichte des Friedhofes der jüdischen Gemeinde Perleberg ist wenig bekannt. Der älteste Grabstein datiert von 1866 (Selig Jacoby, gest. November 1866), die letzte Beisetzung fand im Jahr 1928 statt. Der Friedhof wurde in der Zeit des Nationalsozialismus teilweise zerstört, nach 1945 wurde er wieder hergerichtet. Auf dem etwa 10 Ar großen Friedhof stehen noch 19 Grabsteine. Ein Gedenkstein erinnert an die in der Zeit des Nationalsozialismus ermordeten Juden.
Der Friedhof wurde in den Jahren 2001 bis 2008 mehrmals verwüstet beziehungsweise geschändet.